# Надіш
Надіш (рум. Nadiș) — село у повіті Селаж в Румунії. Адміністративно підпорядковане місту Чеху-Сілванієй.
Село розташоване на відстані 397 км на північний захід від Бухареста, 23 км на північний схід від Залеу, 74 км на північний захід від Клуж-Напоки.

## Населення
За даними перепису населення 2002 року у селі проживала 591 особа, з них 590 осіб (99,8%) румунів. Рідною мовою 590 осіб (99,8%) назвали румунську.